# Adelaide Kane
Adelaide Kane (Claremont, 1990. augusztus 9. –) ausztrál színésznő.
Szerepelt televíziós sorozatokban, mint az ausztrál Szomszédok, melyben Lolly Allent alakította, vagy Az uralkodónő című történelmi sorozatban, ahol I. Mária skót királynő szerepében volt látható. Játszott színdarabokban és mozifilmekben is, mint például A bűn éjszakája.

## Élete
Kane 1990. augusztus 9-én született Claremontban, a nyugat-ausztráliai Perth egyik külkerületében. Édesapja skót származású (glasgowi), édesanyja ír, skót és francia felmenőkkel rendelkezik. Perth-ben nőtt fel, a St Hilda's Anglican School for Girls lányiskolába járt. Amikor csatlakozott a Neighbours című ausztrál sorozat stábjához, a család Melbourne-be költözött.
2021 elején TikTok profilján coming out-olt, miszerint biszexuális.

## Pályafutása
Kane-t 2006-ban válogatták be a Neighbours sorozatba, Lolly Allen szerepére, miután részt vett a Dolly magazin által szervezett versenyen. Három hónapos szerződést kapott, és abbahagyta az iskolát, hogy családjával Melbourne-be költözhessen, ahol a sorozatot forgatták. 2006 decemberében bejelentette, hogy távozik a sorozatból, miután szerződését nem hosszabbították meg. A bejelentés időpontjában Kane még nem tűnt fel Lolly szerepében.
2009 márciusa és decembere között Tenaya 7 szerepében tűnt fel a Power Rangers RPM-ben, a Power Rangers franchise 17. évadában, 2010 áprilisában pedig a Secrets of the Mountain című tévéfilmben volt látható az NBC-n. Ebben az évben szerepelt még a Pretty Tough című Hulu-sorozatban is. 2012 novemberében bejelentették, hogy Kane is szerepet kap a Teen Wolf – Farkasbőrben című sorozatban, Cora szerepében. 2013 februárjában megkapta I. Mária skót királynő szerepét a CW Az uralkodónő című történelmi sorozatában. 2013-ban játszott továbbá A bűn éjszakája című thrillerben, 2015-ben pedig Scott Speer rövid thrillerében, a Realm-ban szerepelt, amely várhatóan 2016-ban fog teljes értékű filmként a képernyőre kerülni.

## Filmográfia

### Film

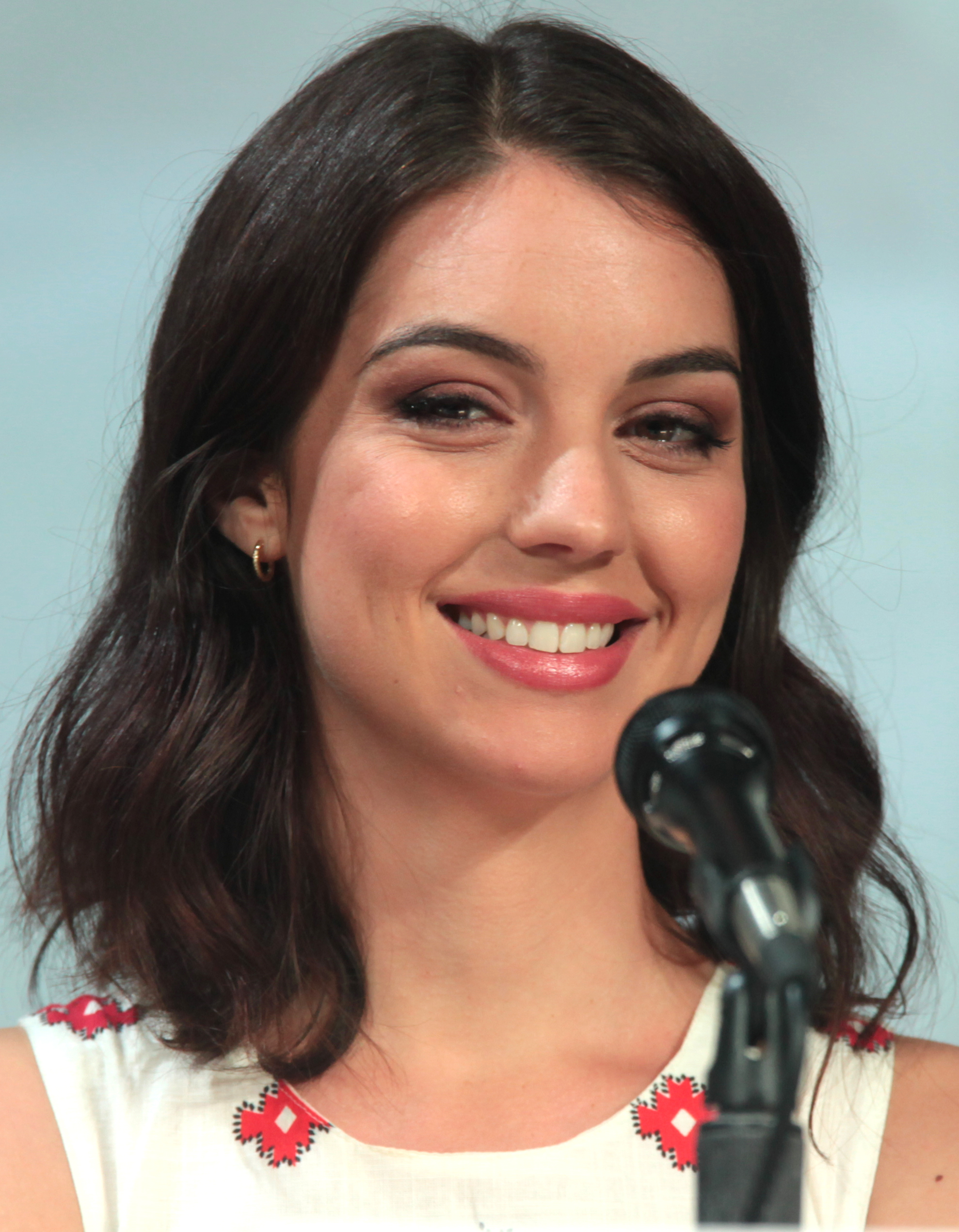
Adelaide Kane, 2014-es San Diego Comic-Con

| Év   | Cím (Eredeti cím)                       | Szerep           | Magyar hangja      | Megjegyzés |
| ---- | --------------------------------------- | ---------------- | ------------------ | ---------- |
| 2015 | (Realm)                                 | Claire Daniels   |                    | rövidfilm  |
| 2014 | The Devil's Hand (The Devil's Hand)     | Ruth             |                    |            |
| 2013 | (A Letter Home)                         | Emily Feldman    |                    | rövidfilm  |
| 2013 | (Blood Punch)                           | Nabiki           |                    |            |
| 2013 | Erősebb a szavaknál (Louder Than Words) | Stephanie Fareri | Bogdányi Titanilla |            |
| 2013 | A bűn éjszakája (The Purge)             | Zoey Sandin      | Berkes Boglárka    |            |
| 2012 | (Donner Pass)                           | Nicole           |                    |            |
| 2012 | (Goats)                                 | Aubrey           |                    |            |
| 2010 | (Secrets of the Mountain)               | Jade Ann James   |                    |            |

### Televízió
| Év    | Cím (Eredeti cím)                    | Szerep                                         | Megjegyzés                     |
| ----- | ------------------------------------ | ---------------------------------------------- | ------------------------------ |
| 2016  | (Race to the Edge)                   | Mala                                           | 3. évad                        |
| 2015  | (Whose Line Is It Anyway?)           | önmaga                                         | 11. évad 2. epizód             |
| 2013– | Az uralkodónő (Reign)                | Stuart Mária skót királynő és francia királyné | főszereplő, 48 epizód          |
| 2013  | Teen Wolf – Farkasbőrben (Teen Wolf) | Cora Hale                                      | visszatérő szereplő, 11 epizód |
| 2010  | (Pretty Tough)                       | Charlie                                        | 20 epizód                      |
| 2009  | Power Rangers RPM                    | Tenaya 7                                       | 29 epizód                      |
| 2007  | (Neighbours)                         | Lolly Allen                                    | 42 epizód                      |

### Színház
| Év   | Eredeti cím         | Szerep         |
| ---- | ------------------- | -------------- |
| 2005 | Anything Goes       | kórus          |
| 2004 | Our Day Out         | főszerep       |
| 2004 | Oliver!             | szólista       |
| 2002 | Fiddler on the Roof | Hodel          |
| 2000 | The Wizard of Oz    | Munchkin Mayor |

## Fordítás
- Ez a szócikk részben vagy egészben  az   Adelaide Kane című angol Wikipédia-szócikk ezen változatának fordításán alapul.  Az eredeti cikk szerkesztőit annak laptörténete sorolja fel. Ez a jelzés csupán a megfogalmazás eredetét és a szerzői jogokat jelzi, nem szolgál a cikkben szereplő információk forrásmegjelöléseként.